# Zygmunt Konarzewski
Zygmunt Konarzewski (ur. 1 marca 1932, zm. 25 kwietnia 1970) – polski pięściarz, syn Tomasza Konarzewskiego.

## Życiorys
Jako zawodnik Gwardii Słupsk został indywidualnym mistrzem Polski w wadze lekkiej (1953). W barwach Gwardii Łódź zdobył wicemistrzostwo kraju w kategorii lekkopółśredniej (1957).
Trener bokserów Piotrkowa i RTS Widzew Łódź.
Zmarł po długiej chorobie. Został pochowany na Starym Cmentarzu w Łodzi (kwatera nr 2, część katolicka).

## Życie prywatne
Był żonaty, miał córkę.